# 李武 (生物学家)
李武 (1966年9月—)，云南省昆明市人，神经生物学家，北京师范大学麦戈文脑研究院院长、教授。入选中华人民共和国教育部第八批"长江学者"特聘教授、新世纪百千万人才工程国家级人选。